# Houéyiho
Le quartier Houéyiho est situé dans le onzième arrondissement de Cotonou dans le département du Littoral au Bénin. Né un peu après 1960, année des indépendances de la République du Bénin, Houéyiho constituait la périphérie de Cotonou à l'ouest. Le côté où le soleil se couche d'où son nom qui signifie en langue fongbé le « crépuscule »,,,,,'.
Selon un rapport de février 2016 de l'Institut National de la Statistique et de l'Analyse Économique (INSAE) du Bénin intitulé Effectifs de la population des villages et quartiers de ville du Bénin (RGPH-4, 2013), le quartier Houéyiho comptait 7761 habitants en 2013.

## Galerie de photos

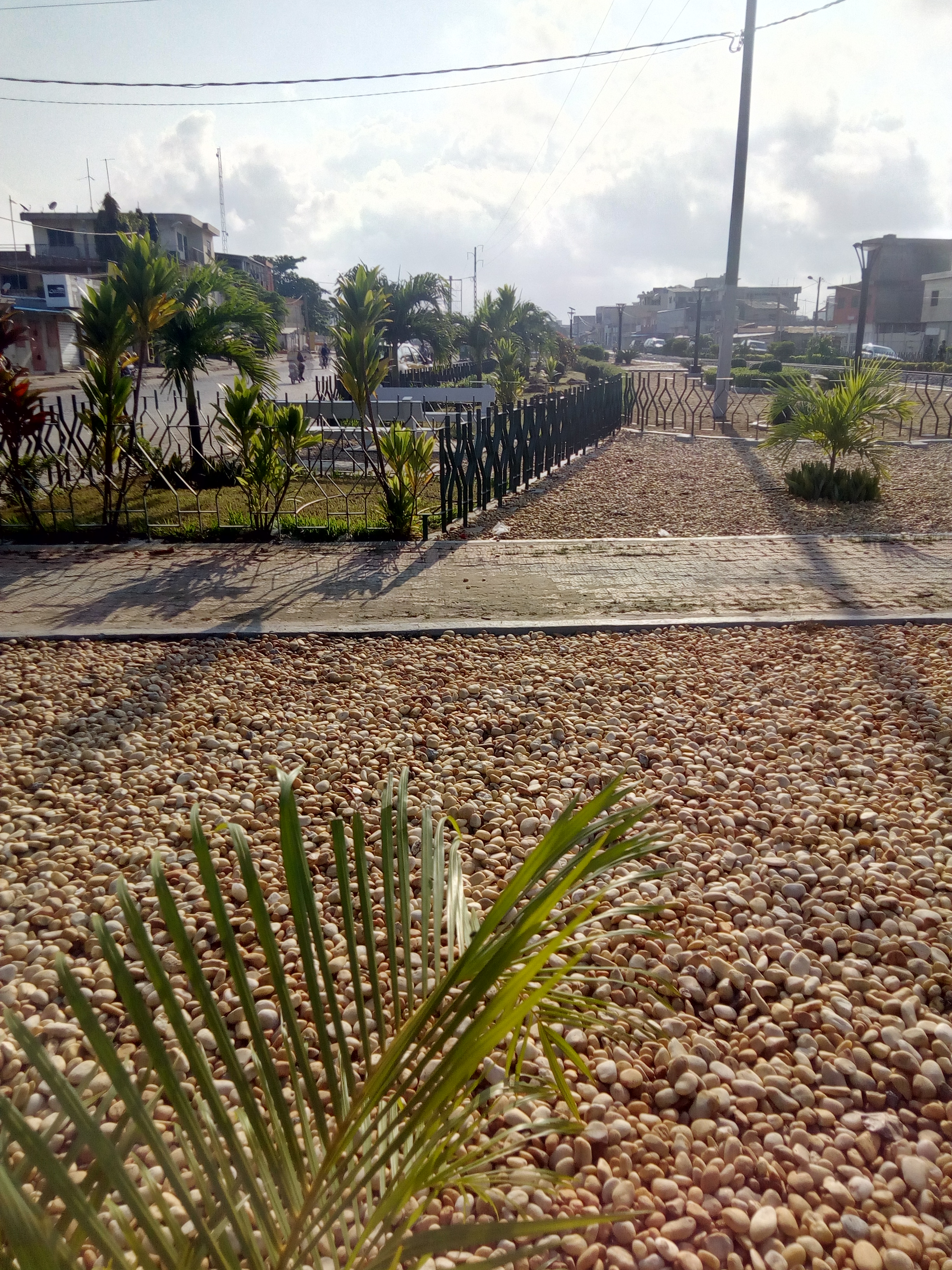
Place de détente de Houehiyo
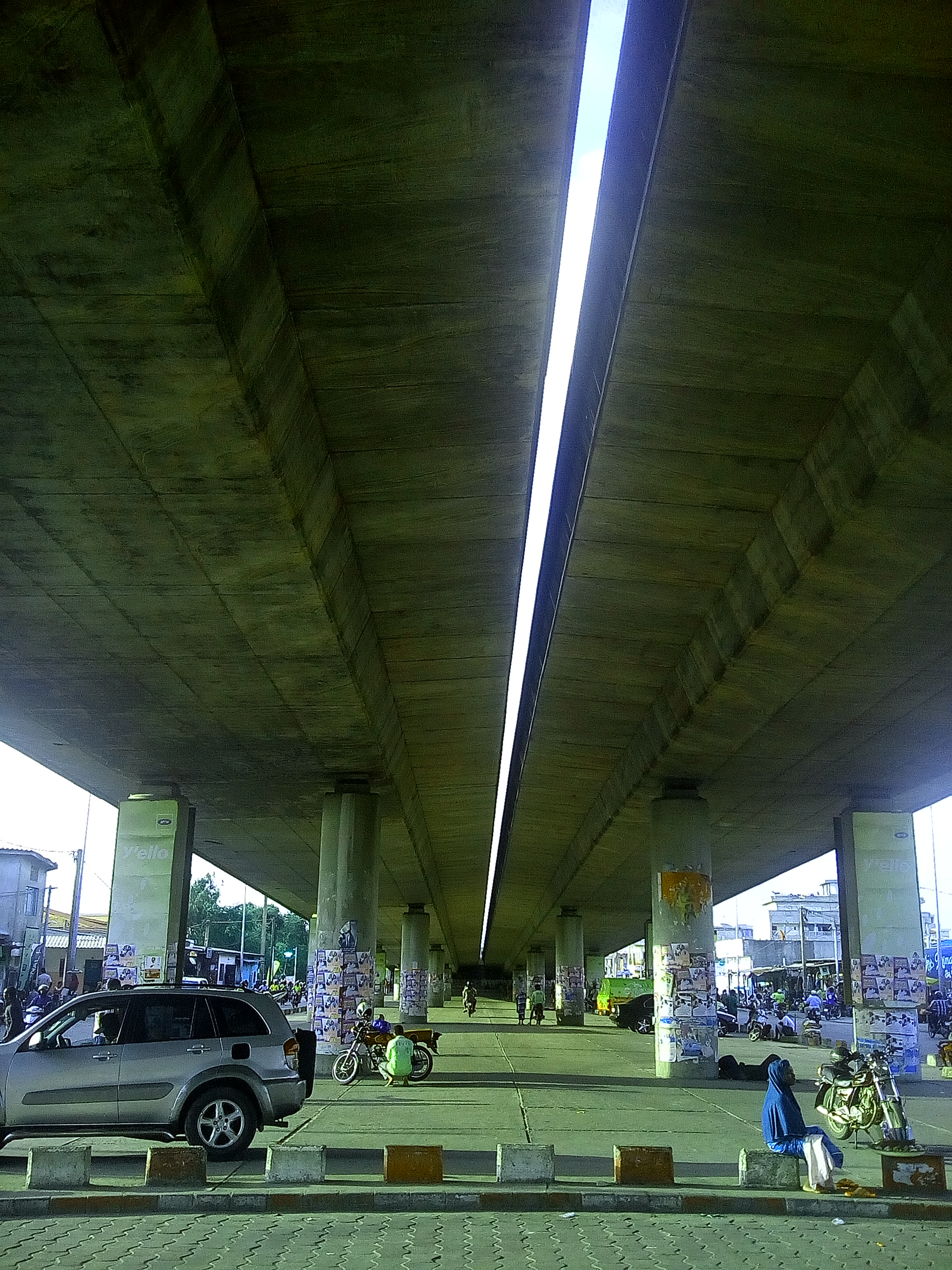
Vue du dessus du passage supérieur de Houéyiho